# Chongryon
Tổng Liên hiệp hội người Triều Tiên tại Nhật Bản, tắt là Chongryon (tiếng Triều Tiên: 총련, 總聯; tổng liên) hay Chōsen Sōren (tiếng Nhật: 朝鮮総連, Triều Tiên tổng liên), là một trong hai tổ chức chính của Zainichi (hay Jaeil) Triều Tiên (những người Triều Tiên định cư lâu dài tại Nhật Bản), và có mối quan hệ gần gũi với Cộng hòa Dân chủ Nhân dân Triều Tiên. Do không có quan hệ ngoại giao giữa hai nước, tổ chức này [có chức năng như một đại sứ quán "trên thực tế" của Triều Tiên tại Nhật Bản.
Thành viên Chongryon chủ yếu là những người đã giữ lại quốc tịch Triều Tiên (Choson/Joseon) (tiếng Nhật: Chōsen), để chống đối những người đã lựa chọn quốc tịch Nhật Bản hay Hàn Quốc. Quốc tịch Joseon là một định nghĩa hợp pháp được chính phủ Nhật Bản đưa ra sau thất bại trong Thế chiến thứ 2, khi chính quyền trên bán đảo Triều Tiên chưa được xác định bằng một nhà nước duy nhất. Trước khi kết thúc Thế chiến 2, Triều Tiên được quản lý như là một phần của Nhật Bản, do vậy quốc tịch hợp pháp của người Triều Tiên khi đó cả ở Nhật Bản và Triều Tiên, là người Nhật Bản.
Tổ chức lớn còn lại là Mindan, Liên hiệp cư dân Hàn Quốc tại Nhật Bản, gồm những Zainichi Triều Tiên nhận quốc tịch Hàn Quốc. Hiện nay, trong số 610.000 cư dân Triều Tiên tại Nhật Bản không nhận quốc tịch Nhật Bản, 25% là thành viên Chongryon, và 65% là thành viên Mindan. Mối liên hệ mạnh mẽ của Chongryon với Cộng hòa Dân chủ Nhân dân Triều Tiên, lòng trung thành của họ với ý thức hệ Triều Tiên và sự phản đối của tổ chức này đối với việc người Triều Tiên hòa nhập vào xã hội Nhật Bản đã khiến cho hai tổ chức này có nhiều tranh cãi.
Trụ sở của Chongryon nằm tại Chiyoda, Tokyo, có trụ sở và chi nhánh tỉnh và vùng trên khắp Nhật Bản.
Có nhiều tổ chức liên hệ với Chongryon, bao gồm 18 cơ quan truyền thông đại chúng và 23 doanh nghiệp. Một trong số các lĩnh vực kinh doanh quan trọng nhất là pachinko. Tổ chức cũng điều hành 60 trường học và một trường đại học Triều Tiên, cũng như các ngân hàng và cơ sở khác tại Nhật Bản.
Chủ tịch hiện nay của tổng hội là Seo Man-sul, ông cùng 5 thành viên cấp cao khác của Chongryon là đại biểu của Hội nghị Nhân dân Tối cao (quốc hội Bắc Triều Tiên).